# Waltham Forest
Waltham Forest

Vist i Greater London
| Status                | Bydel i London |
| Areal:                | 38,82 km²      |
| Befolkning:           | 223.225 (2002) |
| Befolkningstæthed:    | 5750 pr. km²   |
| ONS-kode:             | 00BH           |
| Adm. center:          | Walthamstow    |
| Adm. grevskab:        | Greater London |
| Ceremonielt grevskab: | Greater London |
|                       |                |
| Region:               | Greater London |
|                       |                |

Waltham Forest (officielt: The London Borough of Waltham Forest ) er en bydel i den nordlige del af det ydre London. Den blev oprettet i 1965 ved at kredsene Chingford, Leyton og Walthamstow i Essex blev slået sammen og overført til Greater London.
Distriktet er et af fem i London som havde værtskab for Sommer-OL 2012.

## Steder i Waltham Forest
- Chingford
- Chingford Hatch
- Friday Hill
- Hale End
- Higham Hill
- Highams Park
- Leyton
- Leytonstone
- South Chingford
- Upper Walthamstow
- Walthamstow

51°35′28″N 0°00′49″V / 51.59122°N 0.01353°V